# Inondation de la centrale nucléaire du Blayais en 1999

Criticité de l'accident sur l'échelle INES

| Localisation de la France dans le Monde |

| Localisation de la France dans le Monde |

L'inondation de la centrale nucléaire du Blayais est un incident nucléaire classé au niveau 2 sur l'échelle INES qui s'est produit le 27 décembre 1999 à la centrale nucléaire du Blayais.

## Origine : mesures de protection contre l'inondation insuffisantes
À la construction de la centrale nucléaire du Blayais, la plateforme de la centrale fut surélevée pour éviter une inondation du site. À la suite de nouveaux calculs, une première digue de protection fut construite au début des années 1980.
La digue de protection de la centrale contre les eaux de l’estuaire de la Gironde n'était pas d'une hauteur suffisante. Ce fait était connu d'Électricité de France (EDF) deux ans avant l'inondation. En effet, une note technique du service de l'équipement d'EDF, datée de 1997, préconisait d'augmenter sa hauteur de 50 cm.

La Direction régionale de l'Industrie, de la Recherche et de l'Environnement (DRIRE) avait demandé que les travaux soient engagés dans les plus brefs délais. Mais, EDF ayant repoussé l'échéance des travaux à 2002, une inspection sur les risques d'« agressions externes » est menée par la DRIRE qui écrit un mois avant l'inondation : 

« Contrairement à ce qui avait été annoncé, l'inspection n'a pu que constater le décalage dans la mise en conformité de vos installations par rapport au risque d'inondation. »

— DRIRE Aquitaine, le 19 novembre 1999.

## Déroulement de l'incident et conséquences (pertes de système de sûreté)
Les vents violents produits par la tempête Martin provoquèrent une brusque montée des eaux de l'estuaire de la Gironde et l'inondation d'une partie de la centrale.
Gonflées par une grande marée et poussées par des vents de plus de 140 km/h, les vagues ont franchi la digue qui devait protéger la centrale. Dès 20 h, la route d'accès à la centrale devient impraticable.
Une surtension sur le réseau électrique va d'abord provoquer l'arrêt automatique de deux réacteurs (le 2 et le 4) (échec de la procédure d'ilotage consistant à rendre le réacteur autosuffisant en électricité). Pendant l'incident, le refroidissement des deux cœurs est assuré par les moteurs Diesel de secours. Un peu moins de trois heures après l'arrêt des deux réacteurs, le courant électrique est rétabli sur l'une des deux lignes à très haute tension qui prend ainsi le relais des groupes électrogènes.
Des débris charriés par la Gironde en crue viennent obstruer une pompe de refroidissement du réacteur 1, qui se met lui aussi en arrêt automatique. En sous-sol, les galeries techniques sont noyées par une eau boueuse qui envahit le bâtiment de stockage du combustible. Les réacteurs 1 et 2 perdent deux des quatre pompes d'un système nécessaire à la sûreté (chaque pompe pouvant réaliser seule la fonction), ainsi que les pompes d'injection basse pression dans le circuit primaire et d'aspersion enceinte. Le réacteur n'aurait donc pas pu faire face à un accident de brèche primaire. Néanmoins la pression dans le circuit primaire ayant été rabaissée de 155 bars (fonctionnement normal) à environ 30 bars, la survenue d'une brèche primaire à cette pression était extrêmement improbable. À 0 h 30, le local qui abrite les deux stations de pompage du circuit de refroidissement du réacteur 1 est inondé. Le refroidissement est alors assuré par le système d'alimentation en eau de secours des générateurs de vapeur (ASG). L'IRSN a estimé au cours de la gestion de crise qu'en cas de défaillance de ce système, la fusion du cœur aurait pu être atteinte au bout de 10 heures. Ce système qui comporte trois pompes (deux motopompes et une turbopompe), chacune suffisant à assurer la fonction, n'a montré aucun signe de défaillance durant son fonctionnement.
L'incident n'a conduit à aucun dépassement des autorisations de rejet radioactif, des campagnes de mesures réalisées par l'exploitant et par l'IRSN de façon indépendante n'ayant relevé aucune augmentation anormale de la radioactivité.

## Réactions et classement
Devant la gravité des événements, l'autorité de sûreté à Paris actionne pour la première fois la gestion nationale de crise.
L'incident a été classé au niveau 2 sur  l'échelle INES, par l'autorité de sûreté. Cependant, selon la presse alternative Dissident Media, on a frôlé la catastrophe majeure,. Des journaux ont mentionné un « accident ».
Un reportage de France 3 donne un aperçu du site quelques jours après l'inondation. Le  Réseau Sortir du nucléaire médiatise l'incident en y dénonçant un « Tchernobyl raté ».
Le 23 avril 2000, en réaction à l'inondation de décembre 1999, une manifestation organisée par l'association Tchernoblaye rassemble (selon les sources) de 1 000 à 2 000 personnes pour exiger la fermeture de la centrale.

## Suites : renforcement de la prévention
En 2011, selon la physicienne nucléaire Monique Sené, chercheuse au CNRS et cofondatrice du GSIEN, 16 réacteurs français étaient menacés par ces inondations en cas de forte tempête.
Cependant la situation a évolué. Laurent Stricker, directeur de la production nucléaire à EDF, indique, en avril 2000, que l'inondation de décembre 1999 a eu des effets sur l'ensemble du parc des centrales d'EDF : il a été demandé aux directeurs des dix-neuf sites nucléaires français de vérifier toutes les procédures et le fonctionnement des mécanismes en cas d'inondation pour, si nécessaire, les renforcer. Les dispositions de conception des centrales ont été revues « une par une » pour « empêcher l'eau de pénétrer dans l'installation et, si elle passait quand même, faire en sorte qu'elle ne touche désormais aucun des circuits vitaux de l'installation ». L'ensemble de cette démarche développée par EDF est nommée "REX Blayais".
La centrale de Tricastin notamment a également connu d'importants renforcements vis-à-vis du risque d'inondation, en 2017,.
L'autorité de sûreté nucléaire (ASN) a demandé à EDF de prendre des engagements pour conforter la protection de la centrale contre l’inondation. Dans son rapport de  2007, l'ASN estime « globalement satisfaisante la sûreté nucléaire de la centrale du Blayais ».
En août 2011, la Commission locale d'information nucléaire (Clin) de la centrale du Blayais rappelle que la centrale est située dans une zone  inondable. Ainsi, en décembre 1999  la route d'accès à la centrale avait été inondée rendant impossible l'accès des secours. Aussi, la Clin demande des travaux afin de rendre accessible la centrale nucléaire lors de futures inondations. Le niveau de la route devrait alors être remonté d'un mètre.
En partant de la démarche « Rex Blayais » développée par EDF à la suite de l'inondation de 1999, l'ASN met en chantier l’élaboration d'un  nouveau guide para-réglementaire concernant le risque d'inondations sur les installations nucléaires en 2006. Élaboré sur la base d'un état de l'art piloté par l'IRSN, il est finalement publié en 2013. Ce guide remplace définitivement  l’ancienne règle fondamentale de sûreté « RFS 1.2.e » publiée en 1984. Ce guide inondation comprend 13 scénarios et est applicable à toutes les installations nucléaires de base (INB). Les scénarios définis dans ce guide sont destinés à protéger les installations nucléaires contre des inondations ayant une probabilité d'occurrence de 1/10 000 par an[réf. nécessaire]. Cette cible probabiliste est parfois associée en miroir à une période de retour de 10 000 ans, appelée alors décamillénale. Les méthodes statistiques mobilisées pour les calculs de certains des scénarios inondation sont en constante évolution, notamment en raison de la difficulté, pour les spécialistes, d’évaluer des inondations extrêmes, mais également avec la prise en compte du changement climatique qui complique les calculs.

### Sources
- [vidéo] Robert Roussel et Josiane Bouillet (France 3 Bordeaux), « Centrale du Blayais », sur ina.fr, Institut national de l'audiovisuel, 5 janvier 2000 (consulté le 1er décembre 2012)
- Jean-François Augereau et Hervé Morin, « En Gironde, la centrale nucléaire du Blayais s'est trouvée au cœur de la tempête », Le Monde,‎ 7 janvier 2000 (ISSN 0395-2037)
- Jean-François Augereau, « Les normes d'étanchéité des centrales nucléaires sont à revoir », Le Monde,‎ 16 janvier 2000 (ISSN 0395-2037)
- Jean-François Augereau, « EDF va renforcer la sécurité du parc nucléaire face aux risques naturels », Le Monde,‎ 22 avril 2000 (ISSN 0395-2037)
- [vidéo] Éric Perrin (France 2), « Manifestation antinucléaire à Blayais », sur ina.fr, Institut national de l'audiovisuel, 23 avril 2000 (consulté le 1er décembre 2012)
- « Le réacteur n 1 de la centrale du Blayais (Gironde), arrêté depuis son inondation en décembre dernier, a été reconnecté », Le Monde,‎ 30 mai 2000 (ISSN 0395-2037)
- Jean-Michel Décugis, Christophe Labbé et Olivia Recasens, « Les naufragés du Blayais : Dissimulation. Gironde 1999. Pendant treize heures, une centrale se retrouve coupée du monde... », Le Point, no 20405 « Spécial nucléaire - 60 ans de secrets d'État, notre enquête »,‎ 24 mars 2011, p. 89-90 (ISSN 0242-6005, lire en ligne)
- Fabrice Drouelle, « « Tcherno-Blaye » : le jour où la France a frôlé la catastrophe nucléaire », Affaires sensibles, sur franceinter.fr, France Inter, 18 juin 2015 (consulté le 9 juin 2015)

### Vidéo
- Fabrice Drouelle, « "Tcherno-Blaye" : le scénario d'un Tchernobyl français ? », sur francetvinfo.fr France 2, 1er novembre 2021